# Resolución 487 del Consejo de Seguridad de las Naciones Unidas
La resolución 487 del Consejo de Seguridad de las Naciones Unidas, aprobada por unanimidad el 19 de junio de 1981, condenó el ataque aéreo conocido como Operación Ópera, por parte del gobierno de Israel, al reactor nuclear de Osirak, situado a las afueras de Bagdad, Irak.
El Consejo de Seguridad, por medio de la resolución 487, llamó al cese de las actividades hostiles, dando a Irak el derecho a reclamar una compensación por los daños causados, y reclamando a Israel que pusiese todas sus instalaciones nucleares a disposición de las medidas de seguridad de la Agencia Internacional de la Energía Atómica.

## Causas previas
El día 7 de junio de 1981, Israel realizó  un ataque aéreo preventivo por sorpresa, contra un reactor nuclear en construcción situado a 17 kilómetros al sureste de Bagdad, capital de Irak.
Este reactor había sido comprado por Irak en el año 1976 a Francia. Ambos países afirmaron que el reactor nuclear, conocido como Osirak por los medios franceses y como Tammuz (en árabe: اوسيراك) por los medios oficiales iraquíes, estaba siendo fabricado con fines pacíficos, como la investigación de la energía nuclear. Sin embargo, el gobierno israelí veía al reactor como un peligro, argumentando que estaba diseñado para la fabricación de armamento nuclear.
El 7 de junio de 1981, una escuadrilla de la Fuerza Aérea Israelí, compuesta por aviones cazabombarderos F-16 Fighting Falcon, siendo escoltados por cazas F-15 Eagle, bombardearon y dañaron severamente el reactor nuclear de Osirak. En el ataque murieron diez soldados iraquíes y un ingeniero civil francés.